# 清岡幸大郎
清岡 幸大郎（きよおか こうたろう、2001年4月12日 - ）は、日本のフリースタイルレスリング選手。高知県高知市出身。階級は65kg級。妹は同じレスリング選手で、55㎏級世界チャンピオンの清岡もえ。パリオリンピック金メダリスト。

## 来歴
高知クラブでレスリングを始めた。57㎏級の世界チャンピオンである櫻井つぐみとは幼馴染だった。小学生の時に全国大会で優勝を含め何度も上位入賞を果たした。
高知南中学3年の時に全国中学生選手権47㎏級で優勝した。高知南高校2年の時にはインターハイ55kg級で優勝した。2020年に日体大に進学すると、2年の時に全日本選抜選手権61㎏級で2位になった。3年の時には全日本学生選手権とダン・コロフ－ニコラ・ペトロフ国際大会の65㎏級で優勝した。4年の時には全日本学生選手権で2連覇するが、U-23世界選手権では9位だった。全日本選手権では準決勝でオリンピックチャンピオンの乙黒拓斗を6-6の内容差で破るなどして優勝した。
2024年には三恵海運の所属となると、パリオリンピックのアジア予選で上位2名に入り、オリンピック出場権を獲得した。
2024年8月のパリオリンピックで金メダル獲得。同年、紫綬褒章受章。
2025年にはカクシングループの所属となると、全日本選抜選手権で優勝して世界選手権代表に選ばれた。

## 主な戦績
- 2016年 -　全国中学生選手権　優勝（47kg級）
- 2017年 -　インターハイ　3位（50kg級）
- 2018年 -　全国高校選抜大会　2位（55kg級）
- 2018年 -　インターハイ　優勝（55kg級）
- 2018年 -　全国高校選抜大会　2位（60kg級）
- 2019年 -　全日本選手権　3位（57kg級）
- 2021年 -　全日本選抜選手権　2位（61kg級）

以降は65㎏級での戦績
- 2022年 -　全日本選抜選手権　3位
- 2022年 -　全日本学生選手権　優勝
- 2022年 -　全日本選手権　3位
- 2023年 -　ダン・コロフ－ニコラ・ペトロフ国際大会　優勝
- 2023年 -　全日本学生選手権　優勝
- 2023年 - U-23世界選手権　9位
- 2023年 -　全日本選手権　優勝
- 2024年 -　パリ・オリンピック・アジア予選 優勝
- 2024年 -　イムレ・ポリヤク＆ヤノス・バルガ国際大会 優勝
- 2024年 -  パリオリンピック　優勝
- 2025年 -　全日本選抜選手権　優勝

（出典）